# 挪威政治
挪威是一个君主立宪王国，很多方面同英国相似，政治体系属于代议民主多党议会制。挪威政府首脑为首相，但国王与国务委员会（Statsrådet）掌握行政权。立法权由政府以及议会行使。司法机构则独立于行政和立法机构。
1972年和1994年曾舉行两次公民投票加入欧盟，皆無通過。

## 宪法
挪威宪法最先于1814年5月17日签订，让挪威从君主专制政体变成君主立宪制国家。1884年以后挪威宪法形成了现有的议会制。1898年实现对男性的普选权，直到1913年才实现对所有公民的普选权。尽管如此，挪威还是全世界最先实行普选权的国家之一。

## 立法机构

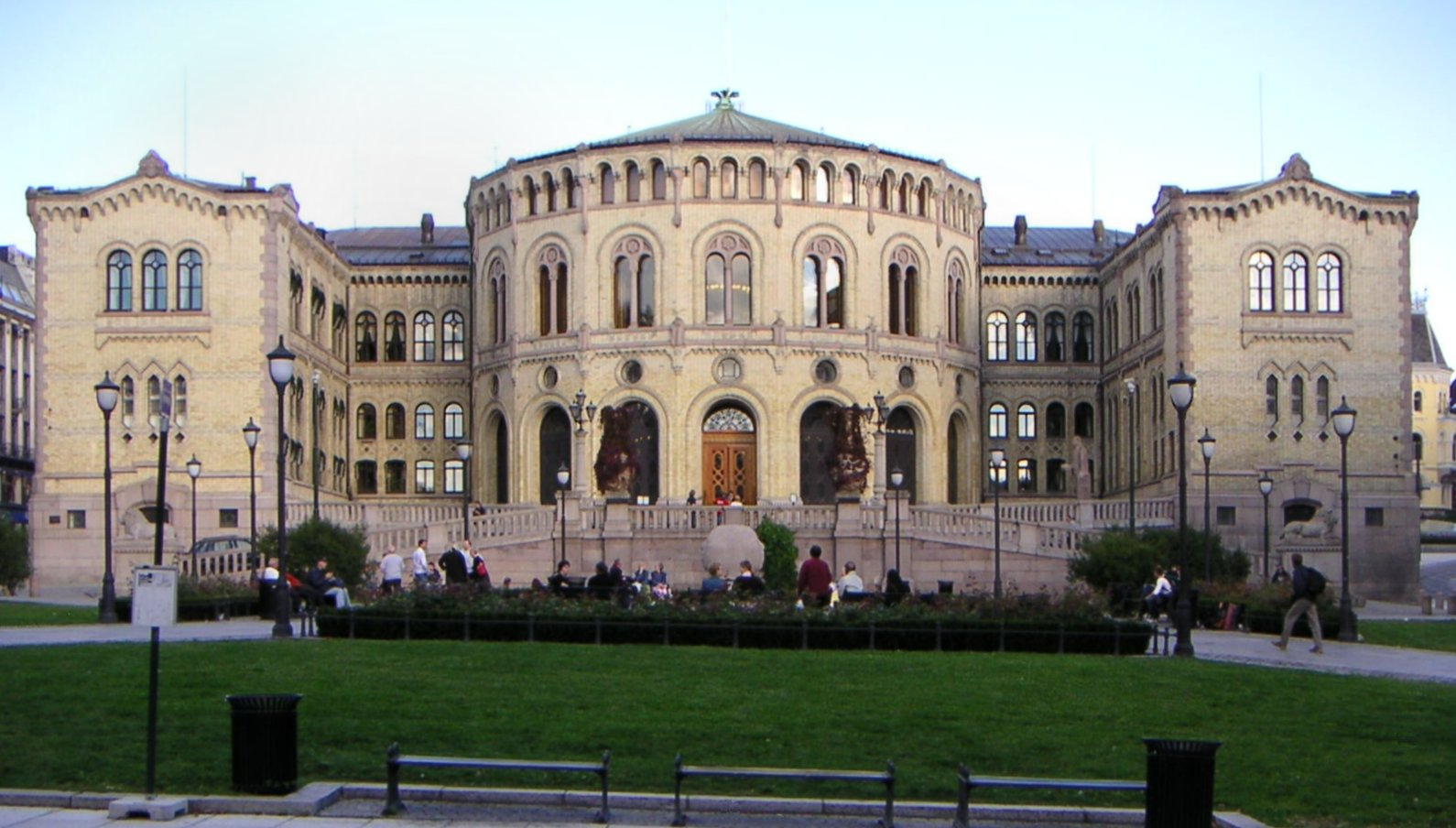
挪威议会

挪威的一院制议会（称，意为“大议会”）目前有169议员，议员由19个郡以比例代表制选任。

## 行政机构

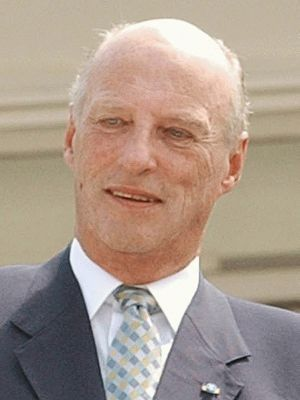
哈拉尔五世

挪威是君主立宪国家，国王哈拉尔五世有形式上的行政权，但国王也扮演国家统一象征的重要角色，因此有一定范围内的影响力。国王所有行政权皆由国务委员会（Statsrådet）在国王的名义上代行。国王同时为挪威国教会以及挪威军队的最高领导人。
行政机构所属部门如下：
- 首相府（Statsministerens kontor）
- 农业与食物部（Landbruks- og matdepartementet）
- 儿童与平等部（Barne- og likestillingsdepartementet）
- 文化与教会部（Kultur- og kirkedepartementet）
- 国防部（Forsvarsdepartementet）
- 教育部（Kunnskapsdepartementet，直译为“知识部”）
- 环境部（Miljøverndepartementet）
- 财政部（Finansdepartementet）
- 渔业与海岸部（Fiskeri- og kystdepartementet）
- 外交部（Utenriksdepartementet）
- 行政改革部（Fornyings- og administrasjonsdepartementet）
- 卫生部（Helse- og omsorgsdepartementet）
- 司法部（Justis- og politidepartementet，直译为“司法与警察部”）
- 劳动部（Arbeids- og inkluderingsdepartementet，直译为“劳动与社会包容部”）
- 内政部（Kommunal- og regionaldepartementet，直译为“地方与地区政府部”）
- 石油与能源部（Olje- og energidepartementet）
- 贸易与工业部（Nærings- og handelsdepartementet）
- 交通部（Samferdselsdepartementet）

## 司法机构
- 最高法院（Høyesterett）
- 国家高级法院（Riksrett）

## 政党

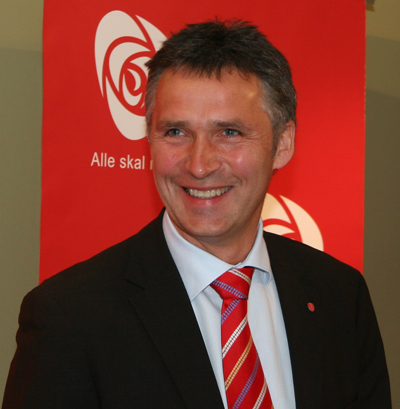
延斯·斯托尔滕贝格

挪威全国有20多个注册政党，包括:
- 挪威工党（Det norske Arbeiderparti）
- 进步党（Fremskrittspartiet）
- 保守党（Høyre） 执政党
- 社会主义左翼党（Sosialistisk Venstreparti）
- 基督教人民党（Kristelig Folkeparti）
- 中央党（Senterpartiet）
- 自由党（Venstre）
- 红色选举联盟（Rød Valgallianse）
- 绿党
- 挪威共产党（Norges Kommunistiske Parti）

## 行政区划
2024年起挪威全国设15个郡：奧斯陸郡、罗加兰郡、默勒-鲁姆斯达尔郡、诺尔兰郡、东福尔郡、阿克什胡斯郡、布斯克吕郡、内陆郡、西福尔郡、泰勒马克郡、阿格德尔郡、韦斯特兰郡、特伦德拉格郡、特罗姆斯郡和芬马克郡。此外还有挪威属地斯瓦尔巴群岛和扬马延岛。
郡政府首脑为郡长（fylkesmann），各郡郡长由国王经国务委员会任命。其中奥斯陆郡和阿克什胡斯郡长为同一人。
郡下设356个市镇（kommune）。市政府由市议会和市长领导。